# Q’orianka Kilcher
Q’orianka Waira Qoiana Kilcher (ur. 11 lutego 1990 w Schweigmatt) – amerykańska aktorka filmowa i serialowa. Jej imię pochodzi z języka keczua i oznacza „złoty orzeł”.

## Filmografia
- Grinch: Świąt nie będzie (2000) jako chórzystka[3]
- Podróż do Nowej Ziemi (2005) jako Pocahontas[3]
- Księżniczka Ka’iulani (2009) jako Ka’iulani[3]
- Synowie Anarchii (2010) jako Kerrianne Telford[3]
- Shouting Secrets (2011) jako Pinti[3]
- Nibylandia (2011) jako Aaya[3]
- Firelight (2017) jako Caroline[3]
- Dochodzenie (2012) jako Mary / Maid[3]
- The Power of Few (2013) jako Alexa[3]
- Blaze You Out (2013) jako Demi[3]
- Sky (2015) jako Missie[3]
- Ben & Ara (2015) jako Gabrielle[3]
- Unnatural (2015) jako Lily[3]
- Te Ata (2016) jako Te Ata[3]
- Sejf (2017) jako Susan Cromwell[3]
- Hostiles (2017) jako Elk Woman[3]
- Alienista (2018) jako Mary Palmer[3]